# 舊波赫丹尼夫卡
47°6′52″N 35°29′29″E / 47.11444°N 35.49139°E
舊波赫丹尼夫卡（烏克蘭語：Старобогданівка）是烏克蘭東南部扎波羅熱州梅利托波爾區新波赫丹尼夫卡市鎮内的村莊。該村始建於1802年，面積4.09平方公里，海拔高度29米，2001年人口1,001，人口密度每平方公里245人。